# پیتر مک‌دونالد (کارگردان)
پیتر مک‌دونالد (انگلیسی: Peter MacDonald؛ ۱۹۳۹ زادهٔ) یک کارگردان، مدیر فیلم‌برداری، تهیه‌کننده و همچنین یک دستیار کارگردان اهل بریتانیا است.
پیتر مک دونالد در سینما بیشتر در زمینه مدیر فیلم‌برداری و دستیار کارگردان فعالیت داشت. دو فیلم جنگی معروف او در مقام کارگردان بنام رمبو ۳ (۱۹۸۸) بابازی سیلوستر استالونه و لژیونر (۱۹۹۸) با بازی ژان کلود ون دام از آثار برجسته این فیلمساز بریتانیایی تبار است.

## حرفه
مک‌دونالد با شروع کار خود در بخش دوربین، ۱۰ سال را به عنوان اپراتور دوربین فیلمبردار جفری آنسورث گذراند و روی فیلم‌هایی از جمله سوپرمن، بازگشت پلنگ صورتی، قتل در قطار سریع السیر شرق و کاباره کار کرد. پس از مرگ آنسورث در سال ۱۹۷۸، مک دونالد به طور فزاینده‌ای به عنوان کارگردان واحد دوم و خود فیلمبردار کار کرد.
اولین حضور مک دونالد به عنوان کارگردان، رمبو ۳، در زمان بسیار کوتاهی اتفاق افتاد. او در مصاحبه‌ای توضیح داد: «من آن را بدون هیچ آمادگی شروع کردم، چون راسل مالکهی (کارگردان اصلی رمبو ۳) بعد از دو هفته ترک کرد، بنابراین کاملاً ناآماده وارد آن شدم.
مک‌دونالد در حال حاضر اغلب به عنوان مدیر واحد دوم کار می‌کند.

## آثار کارگردانی
- رمبو ۳ (۱۹۸۸)

- پول بیشتر (۱۹۹۲)

- داستان بی‌پایان ۳ (۱۹۹۴)

- لژیونر (۱۹۹۸)

- ماجراهای افراطی سوپر دیو (۲۰۰۰)

- شاه میمون (مینی‌سریال) - (۲۰۰۱)